# Маккаби (футбольный клуб, Нетания)
«Маккаби» Нетания (ивр. מועדון כדורגל מכבי נתניה‎) — израильский футбольный клуб из города Нетания, выступающий в Премьер-лиге Израиля. Основан в 1934 году. Этот клуб — один из старейших в Израиле, и провёл 49 сезонов, включая текущий, в высших дивизионах чемпионата Израиля по футболу. Домашние матчи проводит на стадионе Нетания, вмещающем 13 800 зрителей. В начале своего пути игроки выступали в полосатой бело-зелёной форме, которая была изменена на нынешнюю в 1975 году. По итогам сезона 2016/17 команда вернулась в Лигу ха-Аль после годичного пребывания в Лиге Леумит.

## История

### 30-е — 60-е гг.
Футбольный клуб «Маккаби (Нетания)» был создан в 1934 и был одним из первых в Израиле. Поначалу команда выступала в Окружной Самарийской Лиге (ивр. ליגה המחוזית שומרון‎) вместе с остальными командами из Нетаньи и окрестностей. Самую первую в истории официальную игру команда провела против «Бейтар (Нетания)» на футбольном поле, располагавшемся в центре современной Нетаньи. На протяжении лет клуб неоднократно менял свои домашние поля, один из которых находился посреди плантации. В 1946 был возведён стадион «Сар Тов» («ха-Куфса»), ставший постоянным домашним стадионом клуба по сей день. Стадион был торжественно открыт товарищеской встречей между командами «Маккаби (Нетания)» и «Наша Карила» из Югославии, закончившейся ничьей 1-1. Гол за «Маккаби (Нетания)» был забит Ицхаком Каспи, также открывшим счёт забитым мячам в пользу «Маккаби (Нетания)» в играх Лиги Леумит, бывшей в то время высшим футбольным дивизионом Израиля.
Во время Второй мировой войны и Арабо-израильской войны 1947—1949 годов деятельность клуба периодически прекращалась. В 1940-х гг. во время дислокации британских войск в Израиле за «Маккаби (Нетания)» выступало несколько британских военнослужащих, проходивших воинскую службу в гарнизонах, располагавшихся рядом с Нетаньей, наиболее известные из которых — Берти Мэй, Томас Фини и итальянец Нардини — ставшие первыми официальными легионерами клуба. Во время Войны за независимость Израиля четверо из призвавшихся на воинскую службу игроков клуба погибли: Исраэль Арбайтман, Йехуда Блехер, Хаим Гольдштейн и Давид Либстер.
С созданием регулярного чемпионата лиг в 1949 «Маккаби (Нетания)» была одной из 13 команд, вошедших в Лигу Леумит, в то время высшую лигу Израиля. В 20-м туре сезона 1949/1950 «Маккаби (Нетания)» потерпела сокрушительное поражение 9-1 от «Хапоэль» (Петах-Тиква) на стадионе Петах-Тиквы.
В дальнейшем, 1950-х гг. и 19|60-х гг. «Маккаби (Нетания)» считалась командой середины таблицы, так как большинство сезонов клуб завершал на 7-9 местах. При этом сезон 1954/1955 «Маккаби (Нетания)» закончила на относительно удачном, четвёртом месте, дав опередить себя только задававшим тон в лиге клубам «Хапоэль (Петах-Тиква)», «Хапоэль» (Тель-Авив) и «Маккаби» (Тель-Авив). Затем «Маккаби (Нетания)» вновь стала клубом-середнячком, лишь однажды вновь закончив сезон (1957/1958) на четвёртом месте, пропустив вперёд «Маккаби (Тель-Авив)», «Хапоэль (Петах-Тиква)» и «Маккаби» (Хайфа).
После сезона 1961/1962 «Маккаби (Нетания)», заняв 12-е, последнее, место, спустилась в Лигу Арцит, где провела 2 сезона. По итогам сезона 1963/1964 «Маккаби (Нетания)» и «Бейтар (Тель-Авив)» заняли соответственно первое и вторые места и вернулись в Лигу Леумит. По возвращении в Лигу Леумит «Маккаби (Нетания)» обосновалась в верхних строчках лиги. В это время за команду выступает Мордехай Шпиглер, который на протяжении последующих трёх сезонов признаётся лучшим бомбардиром лиги за сезон. По итогам сезона 1968/1969 Мордехай Шпиглер признаётся лучшим бомбардиром лиги за сезон, и «Маккаби (Нетания)» заканчивает сезон на третьем месте.

### 70-е — 80-е гг.
В сезоне 1969/1970, несмотря на то, что команда спустилась до критического, 11-го места, «Маккаби (Нетания)» вышла в финал Кубка страны по футболу, где проиграла «Маккаби» (Тель-Авив) со счётом 1-2. В сезоне 1970/1971 «Маккаби (Нетания)» впервые стала чемпионом страны. В этом сезоне в её составе блистали Мордехай Шпиглер, Виктор Сароси, Альберт Газаль, Шрага Бар, Люпа Кадош, Эфраим Амира, Южи Суринов, Мойше Йосеф, братья Зоар и Амация Соломон, Янек Рубинштейн, Исраэль Хаджадж и ряд других ведущих в Израиле игроков.
В сезоне 1972/1973 «Маккаби (Нетания)» с трудом осталась в Лиге Леумит, закончив его на 13-м месте. В сезоне 1973/1974 «Маккаби (Нетания)» вновь стала чемпионом страны, добившись этого звания почти тем же составом, с которым команда стала чемпионом в первый раз, добавив к нему игроков Одед и Гади Махнес и Михаэль Шейнфельд и других. После этого «Маккаби (Нетания)» вновь обосновалась в верхней части турнирной таблицы и закончила следующий сезон вице-чемпионом.
Сезон 1977/1978 считается самым удачным в истории клуба, так как «Маккаби (Нетания)» оформила первый свой «дабл» — выиграла чемпионат страны, опередив ближайшего преследователя к титулу «Бейтар» (Иерусалим) на 5 очков (в то время за победу присуждалось 2 очка), и выиграла Кубок страны, победив в финале Бней-Йегуда. В конце этого же сезона, в котором блистали Одед и Гади Махнес, Давид Лави, Шрага и Хаим Бар, Моше Гериани, Гидеон Кляйман, Альберт Газаль и тренер Шмуэль Перельман, «Маккаби (Нетания)» участвовала в групповом турнире розыгрыша Кубка Интертото, будучи посеянной в группу вместе с Слободой из Югославии, шведским Эльфсборгом и норвежским Лиллестрёмом. При этом «Маккаби (Нетания)» заняла в группе первое место после того, как выиграла у Эльфсборга 7:1, у Лиллестрёма 1:0 и 2:1, дважды сыграла вничью со Слободой и один раз вничью с Эльфсборгом.
По окончании следующего сезона, который «Маккаби (Нетания)» закончила на третьем месте, команда также участвовала в групповом турнире розыгрыша Кубка Интертото, будучи посеянной в группу вместе с бременским Вердером, венским Рапидом и бельгийским Стандардом (футбольный клуб, Льеж). В сезоне 1979/1980 клуб под руководством тренера Яакова Грондмана стал чемпионом в четвёртый раз. По окончании сезона команда участвовала в групповом турнире розыгрыша Кубка Интертото, в котором, попав в одну группу с «Маккаби (Тель-Авив)», ФК Копенгаген и ФК Антверпен, заняла первое место. По итогам следующего сезона «Маккаби (Нетания)» заняла всего лишь 10-е место, но вновь участвовала в групповом турнире розыгрыша Кубка Интертото, попав в одну группу с «Хапоэль (Тель-Авив)», ФК Льеж и австрийский Вейнер Спортклуб.
Сезон 1981/1982 запомнился как «сезон украденного чемпионства». В этом сезоне «Маккаби (Нетания)» лидировала большую часть времени, при этом к ней вплотную приблизился «Хапоэль (Кфар-Сава)». Однако, за пять туров до окончания сезона состоялся «дерби ха-Шарон» в Нетанье (так называют в Израиле встречи между командами, представляющими округ хв-Шарон), в результате которого должно было выясниться, сумеет ли «Маккаби (Нетания)» уйти в отрыв, или «Хапоэль (Кфар-Сава)» сократит отставание. На этот раз победила «Маккаби (Нетания)» со счётом 5-2, и все были уверены, что она станет чемпионом. Однако, оставшиеся игры «Маккаби (Нетания)» провела не лучшим образом, и «Хапоэль (Кфар-Сава)» в серии побед набрала на одно очко больше, достигла первого места а с ним — и чемпионского звания.
Сезон 1982/1983 на сегодняшний день считается последним сезоном «периода славы», после которого «Маккаби (Нетания)» больше не добивалась прежних успехов. «Маккаби (Нетания)» стала чемпионом в пятый раз, при этом достигнув разрыва в 14 очков от второго места (за победу начислялось 3 очка). При этом «Маккаби (Нетания)» закончила на первом месте групповой турнир Кубка Интертото, в котором также участвовали «Шимшон (Тель-Авив)», швейцарский ФК Люцерн и датский ФК Архус. В этом сезоне команду тренировал в прошлом игравший за команду Мордехай Шпиглер. В следующем сезоне команда закончила на четвёртом месте. Последующие три сезона «Маккаби (Нетания)» заканчивала в середине таблицы. Сезон 1987/1988 команда закончила на втором месте, пропустив вперёд только «Хапоэль (Тель-Авив)».

### 90-е гг. (долгий спуск во второй дивизион)
В сезоне 1989/1990 «Маккаби (Нетания)» закончила на седьмом месте (на первом месте плей-офф, проводившегося в третьем круге чемпионата среди команд нижней половины таблицы). В следующем сезоне команда закончила на четвёртом месте, что не означало возвращения в футбольную элиту страны, и последующие три сезона были окончены в середине таблицы. В сезоне 1991/1992 «Маккаби (Нетания)» вновь участвовала в групповом турнире розыгрыша Кубка Интертото — после восьмилетнего отсутствия. Её соперниками в группе были «Маккаби (Тель-Авив)», чехословацкая «Славия (Прага)» и немецкий «Байер (Леверкузен)». В сезоне 1993/1994 «Маккаби (Нетания)» вновь участвовала в розыгрыше Кубка Интертото, в последний раз, когда устраивался групповой турнир в этом кубке, попав в одну группу с «Хапоэль (Беер-Шева)», болгарским «Локомотивом (София)», датским «Силькеборгом» и шведским «Хальмстадом». Этот сезон был последним «Маккаби (Нетания)» в Лиге Леумит, так как команда закончила его на 16-м, последнем, месте и спустилась в Лигу Арцит.
Первый сезон в Лиге Арцит «Маккаби (Нетания)» закончила на девятом месте и спаслась от вылета в Лигу Алеф. В следующем сезоне «Маккаби (Нетания)» присоединилась к борьбе за выход в Лигу Леумит, и в клуб пришли опытные игроки, такие как Ласло Це и Александр Гайдук, и тренер Гиги Коэн, но команда заняла третье место, которого всего два очка отделяли от второго места, которое вело в Лигу Леумит. В сезоне 1998/1999 с командой подписал контракт тренер Ури Мальмильян, в команду пришли такие игроки как Эран Шайзингер, Гай Шараби, Ноам Шоам, Даниэль Думитреску и другие, а также вернулся в команду Ласло Це. В результате «Маккаби (Нетания)» заняла первое место и вернулась в Лигу Леумит после пяти сезонов отсутствия.

### 2000-е гг. (возвращение в высший дивизион)
Сезон 1999/2000 «Маккаби (Нетания)» закончила на десятом месте, едва не вылетев в Лигу Арцит. Последующие два сезона команда заканчивала на седьмом месте будучи при этом усиленной рядом ведущих в то время игроков, таких как Ицик Зоар, Гай Царфати, Иштван Хамер, Руслан Любарский, Виорель Тянасе, Ори Узан, Амир Шелах и Лирон Вильнер.
Сезон 2002/2003 «Маккаби (Нетания)» закончила на четвёртом месте, возобновив после долгого перерыва претензии на место в элите национального футбола. Это случилось благодаря тренеру Гили Ландау и таким игрокам как Исмаил Эдо, Реувен Атар, Иморо Лукман, Адриан Ден Геман, Гай Царфати, Ори Узан, Исраэль Завити и Амир Шелах. В этом сезоне после длительного перерыва «Маккаби (Нетания)» возобновила участие в розыгрыше Кубка Интертото, на этот раз проводившейся по новой формуле, предполагавшей ряд отборочных игр. В первом круге «Маккаби (Нетания)» противостоял албанский «Партизан (Тирана)». Первая встреча, проводившаяся в Тиране, закончилась поражением «Маккаби (Нетания)» со счётом 2-0. Ответную, домашнюю, игру, проводившуюся в Болгарии, в Варне «Маккаби (Нетания)» выиграла со счётом 3-1 и ввиду отрицательной разницы в забитых мячах в играх на выезде выбыла из Кубка Интертото.
По итогам сезона 2003/2004 «Маккаби (Нетания)» выбыла в Лигу Леумит, заняв предпоследнее, 11-е место. В связи с этим клуб покинул ряд игроков, среди них Ори Узан, Равид Газаль и Иморо Лукман. Перед началом сезона 2004/2005 Реувен Атар был назначен тренером команды, костяк которой состоял как из воспитанников клуба, таких как Исраэль Завити, Лирон Вильнер, Асаф Бен Муха, Амир Тега, Аси Васихон, так и игроков перешедших в команду — Ави Перец, Ибрагим Абдул Разак, Голан Хермон и Гай Тувьяк. В конце этого сезона «Маккаби (Нетания)» сумела вернуться в Лигат Ха’Аль.
В сезоне 2005/2006 Реувен Атар продолжил тренировать «Маккаби (Нетания)», и в её состав перешли такие игроки, как Аллен Масуди, Папи Кимото, Таль Банин, Декель Кейнан, Офер Талькер и Леонид Крупник. «Маккаби (Нетания)» закончила сезон на седьмом месте. На протяжении всего сезона прежние владельцы клуба Ашер Алон, Дов Ланд и Меир Узан предпринимали попытки продать клуб Даниэлю Йамеру, и в конце сезона сделка состоялась.

### 2006—2011 гг.
В конце сезона 2005/2006 еврейско-немецкий предприниматель Даниэль Йамер купил клуб после длительных переговоров за $1.500000. Сразу же после совершения сделки Реувен Атар был уволен с должности тренера, а вместо него на должность менеджера клуба был назначен Эяль Беркович. В апреле 2008 года в клуб был приглашён Лотар Маттеус — с ним команда стала четвёртой в чемпионате. Ему на смену пришёл Нати Азария. В сезоне 2010/11 клуб стал шестым, на следующий сезон снова четвёртым, набрав одинаковое количество очков со второй командой чемпионата — «Хапоэлем» (Тель-Авив), уступив лишь по дополнительным показателям (разница мячей). По итогам сезона 2012/13 клуб выбыл из высшего дивизиона Израиля. В августе 2013 года в клуб пришли новые руководители и клуб смог вернуться в высший дивизион, а также играл в финале Кубка Израиля против «Хапоэля» (Кирьят-Шмона).

## Достижения
- Чемпион Израиля (5): 1970/71, 1973/74, 1977/78, 1979/80, 1982/83
- Обладатель Кубка Израиля (1): 1978
- Обладатель Суперкубка Израиля (5): 1971, 1974, 1978, 1980, 1983
- Обладатель Кубка Интертото (4): 1978, 1980, 1983, 1984